# Mon bébé (film, 2019)
Pour les articles homonymes, voir Mon bébé.
Pour plus de détails, voir Fiche technique et Distribution.
Mon bébé est un film français réalisé par Lisa Azuelos, sorti en 2019. Il est présenté au festival international du film de comédie de l'Alpe d'Huez 2019.

## Synopsis
Jade (18 ans), est la cadette d'une famille de trois enfants. Sa mère Héloïse, divorcée, stresse à l'idée que sa fille passe le baccalauréat et qu'elle parte ensuite faire ses études supérieures au Canada, quittant le nid familial. Fusionnelle avec sa fille, Héloïse repense à leurs souvenirs partagés, et s'improvise cinéaste avec son smartphone pour profiter de ces derniers moments ensemble, afin que rien ne lui échappe.

## Fiche technique
- Titre français : Mon bébé
- Réalisation : Lisa Azuelos
- Scénario : Lisa Azuelos
- Photographie : Antoine Sanier (de)
- Pays d'origine : France
- Genre : comédie dramatique
- Distributeur : Pathé Distribution (France)
- Budget : 6,9 millions d'euros
- Durée : 87 minutes
- Bande originale : Yael Naim
- Dates de sortie :
  -  France : 16 janvier 2019 (Festival international du film de comédie de l'Alpe d'Huez 2019), 13 mars 2019 (sortie nationale)
  -  Belgique : 13 mars 2019
  -  Québec : 3 mai 2019

## Distribution
- Sandrine Kiberlain : Héloïse
- Thaïs Alessandrin : Jade
- Victor Belmondo : Théo
- Mickaël Lumière : Louis
- Camille Claris : Lola
- Kyan Khojandi : Paul
- Arnaud Valois : Mehdi
- Patrick Chesnais : Jules
- Yvan Attal : Franck
- Mila Ayache : Jade enfant
- Victor Peeters : Théo ado
- Lya Oussadit-Lessert : Lola ado
- Naidra Ayadi : Caro
- Johanne Toledano : Joan
- Florence Viala : Louise
- Arthur Giusi : Eric
- Edwina Zajdermann : Dela
- Ilona Bouazis : Lucie
- Angèle Metzger : Jasmine
- Mélia Baracassa : Lola enfant
- Maxime Gasteuil : Olivier
- François Legrand : le contrôleur
- François Hauteserre : l'employé du parking
- David Geselson : le policier
- Nathalie Cerda : la directrice du lycée
- Léo Lanvin : le DJ
- Catherine Davydzenka : l'escort-girl
- Mariama Gueye : l'infirmière
- Zoé Philippot : Fabienne
- Gabriel Veau Kovacs : l'enfant au cerf-volant
- Claire Viville : l'hôtesse de l'air
- Maya Bastianelli : la petite amie de Théo
- Xavier Widhoff : un élève passant le bac (figuration)

## Accueil

### Critiques
Le film reçoit de bons retours, avec une note moyenne de 3,6/5 sur Allociné.
Télérama écrit : « Sandrine Kiberlain incarne une mère bobo déboussolée par le départ imminent du dernier poussin de sa couvée. Avec un bel allant comique ».
Première est un peu déçu « Sandrine Kiberlain domine de la tête et des épaules la comédie de la réalisatrice de LOL, nouvelle variation sur les rapports mère-fille ».

### Box-office
| Pays ou région | Box-office      | Date d'arrêt du box-office | Nombre de semaines |
| -------------- | --------------- | -------------------------- | ------------------ |
| France         | 602 812 entrées | 8 mai 2019                 | 8                  |
| Total mondial  | 4 623 632 $     | -                          | -                  |

## Récompenses
- Festival international du film de comédie de l'Alpe d'Huez 2019 : Grand prix et prix d'interprétation féminine[4].